# Унижение
Унижението е накърняване и оскърбяване на човешката гордост и достойнство, което води до огорчение и примирение, или с други думи принизява гордостта до смиреност или покорност.
Човек може да бъде доведен до състояние на унижение чрез побой, заплахи, изнудване, мошеничество или други форми на физическо и душевно малтретиране, или чрез изпадане в неловко и неудобно положение след залавяне при извършаване на незаконно действие.
Унижението е свързано винаги с други хора, макар и индиректно или неволно. Самоунижението може да е свързано с лични убеждения (като бичуване на плътта в някои религии) или да е част от еротичното унижение, когато подчинението от една страна и насилието от друга създават емоционална и/или сексуална възбуда и повишена чувственост.
Унижението е средство за постигане на власт над определена личност или личности. Едни от методите са изнасилване или изтезание. Възможни последици от унижението са желанието за отмъщение.